# Erlhof (Ebensfeld)
Erlhof ist ein Gemeindeteil des oberfränkischen Marktes Ebensfeld im Landkreis Lichtenfels.

## Geographie
Erlhof befindet sich im Banzgau, einem lang gezogenen Dreieck zwischen der Itz und dem Main, südlich von Kloster Banz, auf einer Hochebene südlich bei Eggenbach. Sechs Bauernhöfe prägen den Weiler, der abseits einer größeren Gemeindeverbindungsstraße liegt. Durch den Ort verläuft der Fränkische Marienweg.

## Geschichte
Die erste urkundliche Erwähnung war im Jahr 1251, als Papst Innozenz IV. den Besitz des Klosters Michelsberg, darunter den Ort „Erlebach“, bestätigte. Im 14. Jahrhundert gab es eine zeitweise Auflassung des Ortes. Die Dorfherrschaft hatten ab dem 15. Jahrhundert bis ins 18. Jahrhundert die Herren von Marschalk. In dem Zeitraum gab es um Erlhof eine Reihe von Gewerbebetrieben.
1801 war Erlhof Teil des Gebietes des Hochstifts Bamberg. Vogtei- und Lehensherr war das Domkapitel zu Bamberg. Den zuständigen Pfarrer in Döringstadt und die geistliche Gerichtsbarkeit stellte das Bistum Würzburg. Erlhof hatte damals vier protestantische Hofbesitzer.
1862 wurde Erlhof als Gemeindeteil von Eggenbach in das neu geschaffene bayerische Bezirksamt Staffelstein eingegliedert. Die Landgemeinde gehörte zum Landgericht Seßlach.
1871 hatte Erlhof 36 Einwohner und 25 Gebäude. Die evangelische Schule und Kirchensprengel befanden sich im 3,5 Kilometer entfernten Lahm. Im Jahr 1900 umfassten die beiden Orte der Landgemeinde Eggenbach eine Fläche von 533,48 Hektar. In Erlhof lebten 32 Personen in 5 Wohngebäuden und 1925 34 Personen in 6 Wohngebäuden. Die zuständige katholische Pfarrei war in Döringstadt. 1950 hatte Erlhof 47 Einwohner und 6 Wohngebäude. Im Jahr 1970 zählte der Weiler 27, 1987 insgesamt 24 Einwohner sowie 6 Wohnhäuser mit 6 Wohnungen.
Am 1. Juli 1972 wurde der Landkreis Staffelstein aufgelöst. Erlhof wurde mit Eggenbach in den Landkreis Lichtenfels eingegliedert. Seit dem 1. Januar 1978 gehört Erlhof als Gemeindeteil zu Ebensfeld.